# Аброзавр
Аброзавр (лат. Abrosaurus, буквально: нежный ящер) — род завроподовых динозавров из клады Macronaria, живших во времена среднеюрской эпохи (оксфордский век) на территории современной КНР.
Один из многих динозавров, найденных в карьере Dashanpu провинции Сычуань в 1887 году.

## Описание
Как и большинство завропод, аброзавр был четвероногим растительноядным динозавром, но был довольно мал по сравнению со многими другими завроподами, не более 9 метров в длину. Форма его головы напоминала квадратную, она была с закруглёнными боками и увенчана небольшим костяным гребнем, у основания которого находились ноздри.
По оценке Грегори Пола (2016), аброзавр достигал 11 м в длину при массе 5 т.

## История изучения и название
Название Abrosaurus, означающее «нежный ящер», было дано в связи со структурой черепа, чьи крупные отверстия были разделены тонкими костяными перегородками. Род представлен единственным видом — Abrosaurus dongpoi, видовое название которого дано в честь китайского поэта XI века Су Ши, также известного как Су Дунпо, родившегося в провинции Сычуань.
Наименование аброзавра представляло собой долгий и запутанный процесс. Данный ящер был обнаружен в 1984 году и описан в 1986 году китайским палеоантологом Оянг Зуем, под названием «A. gigantorhinus». Однако, данное имя не соответствовало стандартам публикации МКЗН, поэтому «Abrosaurus gigantorhinus» сейчас рассматривается как nomen nudum. Оянг официально описал данный вид под именем A. dongpoensis, но согласно биологической номенклатуре, латинский суффикс -ensis корректно использовать только в случае отсылки к местности, и данное имя было изменено, чтобы включить более правильный суффикс -i, использующийся для отсылки к людям мужского пола. Поэтому принятое название данного таксона — Abrosaurus dongpoi.
Первоначально аброзавр был описан как камаразаврид, и хотя он может не относиться к данному семейству, дальнейшие исследования показали его принадлежность к Macronaria и то, что он является базальным членом клады (как и камаразавр). Как бы то ни было, остатки аброзавра были описаны не полностью, что делает определение его точного места среди завропод затруднительным.
Голотипом аброзавра является окаменевший череп, практически полный и хорошо сохранившийся. Также к этому виду относили неполный скелет и череп, однако опубликованные свидетельства тому отсутствуют. Все материалы происходят из знаменитого карьера Дашанпу в Китае, и находится в местном музее динозавров. Аброзавр и ещё минимум четыре других вида завропод известны из формации Нижнего Шаксимяо в Дашанпу. Данные отложения датированы от батского до келловейского яруса среднеюрской эпохи, то есть примерно от 168 до 161 млн лет назад.